# Lewis Ludlow
Pour les articles homonymes, voir Ludlow (homonymie).
Pas d'image ? Cliquez ici

a Compétitions nationales et continentales officielles uniquement.

b Matchs officiels uniquement.
Dernière mise à jour le 28 septembre 2023.
Lewis Ludlow, né le 11 septembre 1994 à Bedford (Angleterre), est un joueur international anglais de rugby à XV jouant en tant que troisième ligne aile à Gloucester en Premiership.

## Biographie

### Carrière en club
Il fait ses débuts avec Gloucester en 2013, puis découvre le Premiership en 2014-2015. Il participe aux campagnes de Challenge européen en 2016-2017 et 2017-2018, qui se concluent avec deux finales perdues par Gloucester.
Il devient le capitaine attitré du club de Gloucester en 2020-2021, à la place de Willi Heinz, blessé.
Il est l'auteur du plus grand nombre de plaquages du championnat anglais en 2020-2021.
Pendant la saison 2023-2024, il participe à la finale de la coupe d'Angleterre gagnée 23-13 contre les Leicester Tigers. Gloucester remporte alors son premier trophée depuis neuf ans.

### Carrière internationale
Ludlow connaît sa première expérience internationale en 2013 en prenant part à la tournée de l'équipe d'Angleterre des moins de 18 ans en Afrique du Sud.
Il est appelé pour un camp d'entraînement avec l'équipe d'Angleterre par Eddie Jones à l'automne 2020.
Ludlow honore sa première sélection internationale en juillet 2021 contre les États-Unis, tout en étant désigné capitaine, ce qui fait de lui le cinquième du quinze de la rose à l'être pour ses débuts. Il enchaîne ensuite contre le Canada, où un geste dangereux le voit être cité et ainsi suspendu pour 4 rencontres.

## Palmarès

### En club
- Gloucester Rugby :
  - Finaliste du Challenge européen en 2017 et 2018.